# Cantó de Vilafrancha de Lopchac
El cantó de Vilafrancha de Lopchac és un cantó francès del departament de la Dordonya, situat al districte de Brageirac. Té 9 municipis i el cap és Vilafrancha de Lopchac.

## Municipis
- Carsac de Gurçon
- Minzac
- Mont Peirós
- Molin Nuòu
- Sent Giraud de Còrbs
- Sent Martin de Gurçon
- Sent Meard de Gurçon
- Sent Remedi
- Vilafrancha de Lopchac

## Història
| Data d'elecció                           | Identitat       | Partit | Qualitat |
| ---------------------------------------- | --------------- | ------ | -------- |
| 1973-2004                                | Roger Guionneau | RPR    |          |
| 2004-                                    | Thierry Boidé   | UMP    |          |
| les dades anteriors no són pas conegudes |                 |        |          |
|                                          |                 |        |          |

## Demografia
| 1962  | 1968  | 1975  | 1982  | 1990  | 1999  | 2006  |
| ----- | ----- | ----- | ----- | ----- | ----- | ----- |
| 4.620 | 4.353 | 3.939 | 4.004 | 4.033 | 4.256 | 4.649 |